# Sete (Nesbø)
Sete (Tørst) è un romanzo giallo dello scrittore norvegese Jo Nesbø, pubblicato in Norvegia nel 2017. In Italia è edito da Giulio Einaudi Editore. È l'undicesimo romanzo della serie Harry Hole, che prende il nome dal suo protagonista.

## Trama
Harry, dopo le traversie dei romanzi precedenti, ha trovato la pace: si è sposato con Rakel, ha lasciato la polizia per un posto tranquillo come insegnante alla scuola di polizia e si è disintossicato dall'alcolismo. 
Lo tormenta soltanto l'unico caso che non è riuscito a risolvere: quello del serial killer Valentin Gjertsen, già antagonista nel precedente romanzo Polizia.
Viene però richiamato in servizio, in qualità di unico esperto norvegese di serial killer, da due omicidi e un tentato omicidio eseguiti con modalità identiche: le vittime sono iscritte al sito di incontri Tinder, sono state ad un appuntamento al buio e sono morte dissanguate a causa dei morsi inflitti da una dentiera di ferro tagliente. Presto Harry capisce che le aggressioni sono opera di Valentin Gjertsen e accetta di formare una piccola squadra investigativa che opera parallelamente alla polizia di Oslo. 
La sua squadra è formata dal giovanissimo Anders Wyller, dal fidato analista di laboratorio Bjørn Holm e da Hallstein Smith, psicologo esperto in “vampirismo”, che sostituisce Ståle Aune ormai in pensione.

## Personaggi
Harry Holeil protagonista del romanzo. Cinquantenne ex-alcolista, poco amato dai colleghi che però ne riconoscono il talento, la totale dedizione al lavoro e l'intuito.
Rakel Faukemoglie di Harry Hole, è affetta da un'inspiegabile malattia del sangue che la manda in coma gettando Harry e Oleg nella disperazione. È curata dal dottor Steffens.
Oleg Faukefiglio di Rakel e figliastro di Harry, Oleg ha un passato da tossicodipendente ma ora, grazie a Harry che gli ha ripulito la fedina penale, è un promettente allievo della scuola di polizia.
Mikael Bellmancapo della polizia, antica nemesi di Harry (che lo sospetta a ragione di diversi passati delitti), è ministro della giustizia in pectore. L'assoluta necessità di risolvere il caso del nuovo serial killer per avanzare nella sua carriera politica lo induce a ricattare Harry, minacciando di far espellere Oleg dalla scuola di polizia, per convincerlo a prendere in mano le indagini.
Ulla Bellmanmoglie di Mikael Bellman, scopre che lui la tradisce con Isabelle Skøyen e tenta di vendicarsi andando a letto con Truls Bernsten, senza poi portare a termine il progetto.
Truls Bernstenagente della polizia corrotto, storico braccio destro di Mikael Bellmann e innamorato da sempre di Ulla. Per buona parte dell'indagine fa trapelare indizi verso la giornalista Mona Daa. Alla fine dell'indagine, però, si redime fornendo senza tornaconto indizi utili a Harry Hole e sacrificandosi per salvare Ulla. L'intervento in extremis di Harry gli salva la vita.
Bjørn Holmtecnico della polizia scientifica, amico di Harry ed ex-fidanzato di Katrine Bratt.
Ståle Auneamico di Harry e in passato psicologo consulente della polizia, rinuncia all'incarico per stare vicino alla figlia Aurora, che mostra sintomi di ansia e depressione. Suggerisce di farsi sostituire da Hallstein Smith, suo compagno di studi, con il quale ha sempre avuto un rapporto conflittuale.
Aurora Aunefiglia adolescente di Ståle, è stata in passato violentata da Valentin Gjertsen, che ha minacciato di uccidere Ståle per non farla parlare. Confida tutto a Harry dopo aver capito di essere l'unica persona in grado di fornire un identikit dell'assassino, che si è sottoposto a numerosi interventi di chirurgia plastica.
Anders Wyllergiovane poliziotto di talento, figlio di Steffens, ha il mito di Harry Hole e riesce a farsi ammettere immediatamente nella squadra investigativa speciale diretta da Harry. Si innamora di Mona Daa.
Hallstein Smithconsulente psicologo nella squadra di Harry, che lo assume dietro consiglio di Ståle Aune. Si è specializzato nel controverso campo del vampirismo, inteso come disturbo mentale e parafilia. Il suo lavoro non gode del consenso della comunità scientifica, che comincia a riconoscerlo solo grazie al caso del serial killer-vampiro. Durante la discussione della tesi del suo dottorato di ricerca viene smascherato da Harry come l'eminenza grigia che sta dietro all'assassino Valentin Gjertsen, guidandone le mosse.
Katrine Brattex-collega di Harry ed ex-fidanzata di Bjørn Holm, con un passato di disturbo mentale, ora è investigatore capo alla sezione crimini violenti.
John D. Steffensematologo e medico d'urgenza, medico curante di Rakel e padre di Anders Wyller. Anders non gli rivolge la parola da molti anni, da quando John non è stato in grado di salvare la moglie durante un'emergenza.
Mona Daagiornalista di cronaca nera con l'hobby del sollevamento pesi, corrompe Truls Bernsten per avere notizie di prima mano sull'indagine. Scoperta da Anders Wyller, se ne innamora e lascia perdere l'indagine.
Gunnar Hagenex-capo della sezione crimini violenti della polizia, amico storico di Harry.
Isabelle Skøyendonna politica importante e senza scrupoli, amante di Mikael Bellman e suo principale sponsor nell'ascesa al ministero della giustizia.
Valentin Gjertsenserial killer, figlio del serial killer Svein Finne. Anche se è stato arrestato in passato, risulta irriconoscibile grazie ai numerosi interventi di chirurgia plastica. Viene manovrato da Hallstein Smith che progetta per lui gli assassinii in modo da far credere all'esistenza del disturbo mentale del vampirismo.
Svein Finne "il fidanzato"serial killer, imprigionato da Harry stesso, costringeva le donne da lui violentate a portare a termine le gravidanze. È il padre di Valentin Gjertsen; i due si sono incontrati in prigione. Al termine del libro Svein Finne viene scarcerato, lasciando il finale aperto con un cliffhanger.

## Edizioni
- Jo Nesbø, traduzione di Eva Kampmann, collana Stile Libero (Einaudi), Giulio Einaudi Editore, 2017,  p. 636.